# Гасюк Марія Василівна
Гасюк (Шостак) Марія Василівна (1888, станиця Брюховецька — 1954, м. Львів) — українська бандуристка.

## Життєпис
Марія Василівна Гасюк (Шостак)  - народилася в 1888 році в станиця Брюховецькій на Кубані.
Зацікавился грою гру на бандурі у Василем Ємцем в 1912 р. Переїхала в Прагу де закінчила студії в Празі в Педагогічному Інституті ім. М. Драгоманова. Там далі продовжила вчитися у В. Ємця. В 1932 р. переїхала до Львова де працювала в школі. Померла в 1954 р. в Львові.
Викладала гру на бандурі у Львові в 1930-их роках.